# Polentinos
Polentinos è un comune spagnolo di 81 abitanti situato nella comunità autonoma di Castiglia e León.